# Herrschaft der Dreißig
Die Herrschaft der Dreißig (altgriechisch οἱ Τριάκοντα Τύραννοι hoi Triakonta Tyrannoi, deutsch ‚die Dreißig Tyrannen‘) war eine acht Monate – von August 404 bis März 403 v. Chr. – dauernde Terrorherrschaft von 30 Oligarchen im antiken Athen.
Unterstützt vom spartanischen Feldherrn Lysander, rissen nach Oligarchie strebende Männer nach der Niederlage Athens im Peloponnesischen Krieg die Macht an sich und ließen während ihrer Herrschaft mehr als 1500 politische Gegner ermorden. Ihr Sturz unter Führung des Thrasybulos machte den Weg zur Wiederherstellung der attischen Demokratie frei.

## Situation nach dem Ende des Peloponnesischen Krieges
Nach dem Ende des Peloponnesischen Krieges schien Athens Zukunft zunächst ungewiss, denn in den spartanischen Friedensbestimmungen stand nichts über den zukünftigen Status Athens. Immerhin blieben der Stadt hohe Unterhaltszahlungen an Sparta und Kolonisten erspart. Trotzdem war die Lage in Athen angespannt, da mit dem siegreichen Lysander auch Emigranten und Verbannte, unter denen auch ehemalige Mitglieder des oligarchischen Rates der Vierhundert waren, zurückgekommen waren. Die Anhänger der Oligarchie wie die der Demokratie versuchten zunächst, an die Macht zu gelangen. Kurz vor der Rückkehr Lysanders aus Samos setzten sich die Oligarchen durch; sie ließen durch den Rat der Fünfhundert die Führer der demokratischen Kräfte verhaften. Zwar waren die Anhänger der Demokratie danach weitgehend isoliert, aber erst durch Drohungen Lysanders wurden sie in einer Volksversammlung eingeschüchtert und der Beschluss gefasst, dreißig Männer mit der Neufassung der Gesetze zu beauftragen, nach denen sie den Staat verwalten sollten. In der Folge schalteten die Dreißig die Volksversammlung als Entscheidungsorgan zugunsten des von ihnen dominierten Rates aus und errichteten eine Herrschaft, in deren Verlauf mehr als 1500 Athener ermordet wurden.

## Die Dauer der Herrschaft der Dreißig
Die Ereignisse zwischen der Kapitulation Athens am 16. Munichion 404 v. Chr. und der Einsetzung der Dreißig bedingen eine mehrmonatige Zwischenzeit, da Lysander nach Samos segelte, die Stadt belagerte, einnahm, die dortigen Verhältnisse ordnete und sich anschließend nach Athen begab.
Da nach Xenophon die Herrschaft der Dreißig acht Monate dauerte, Lysanders Fahrt nach Samos im Anschluss an die Wahl der Dreißig mit einer Sonnenfinsternis am 3. September 404 v. Chr. zusammenfiel, fand die Absetzung, den ersten und letzten Monat mitgerechnet, im April des Jahres 403 v. Chr. statt. Ausgehend davon, dass Lysander für die Fahrt nach Samos auch eine gewisse Zeit benötigte, muss angenommen werden, dass der Beginn der Herrschaft der Dreißig schon im August 404 v. Chr. anzusetzen ist. Gestützt wird der August-Anfang dadurch, dass Lysander nach der Einsetzung der Dreißig Ende des Sommers 404 v. Chr. nach Samos fuhr.
Es ist somit festzuhalten, dass die Herrschaft der Dreißig Mitte/Ende August 404 v. Chr. begann und dass sie nach achtmonatiger Herrschaft im März 403 v. Chr. gestürzt wurde.

## Die spartanische Besatzung
Die Athener erbaten von den Spartanern eine Besatzung und erhielten daraufhin eine 700 Mann starke Besatzungsmannschaft unter der Führung des Harmosten Kallibios. Nach Aristoteles wurde die spartanische Besatzung erst nach dem missglückten Feldzug der Dreißig gegen die Festung Phyle und nach dem Tod Theramenes’ gerufen, während nach anderen Berichten die Hinrichtungen vieler Bürger bereits unter dem Schutz der spartanischen Truppen geschahen. Trotzdem ist den Angaben Aristoteles’ Glauben zu schenken.
Als Grund für das Gesuch nach der militärischen Unterstützung durch die Spartaner gibt Xenophon an, dass die Dreißig die Besatzung erbeten hätten, um „mit der Stadt ganz nach ihrer Willkür zu verfahren“ (Xen. Hell. 2,3,13) und die gewünschte Verfassung einrichten zu können. Aristoteles dagegen berichtet, dass die Dreißig Gesandte nach Sparta schickten, um die Tötung Theramenes’ zu rechtfertigen und um Unterstützung für einen Schlag gegen Thrasybulos zu bitten. Das bedeutet, dass die Dreißig die spartanische Besatzung erst holten, als sie sie zur Herbeiführung einer Entscheidung und zur Stabilisierung ihrer durch die Niederlage bei Phyle erschütterten Stellung benötigten. Diese Gründe lagen aber in der Anfangszeit ihrer Herrschaft nicht vor.
Aristoteles beschreibt die Besatzung der Spartaner als notwendig für die Beherrschung des Staates durch die Dreißig: „Sie [die Dreißig] hatten nun den Staat sicher unter Kontrolle, wobei Kallibios und die anwesenden Peloponnesier sowie außerdem einige von den Hippeis sie unterstützten“ (Arist. AP 37,1). Das bedeutet, dass die Dreißig den Staat nur mithilfe der Besatzung regieren konnten bzw. dass sie auf die Unterstützung durch die Besatzung angewiesen waren. Über diese Unterstützung durch die Besatzung ist aber bei Aristoteles nichts zu finden. Xenophon dagegen geht auf die Besatzung an einigen Stellen etwas genauer ein. Er beschreibt, dass die Dreißig Gesandte nach Sparta schickten, um eine Besatzung für die Zeit zu erbitten, „bis sie das niedere Gesindel aus dem Wege geschafft und die neue Verfassung eingerichtet hätten.“ (Xen. Hell. 2,3,13) Diese Stelle lässt zwei mögliche Deutungen zu: Entweder sagt die Stelle wirklich nur etwas über die Zeitdauer der Besatzung aus bzw. über das Ende der Besatzung oder aber sie ist so zu verstehen, dass die Dreißig die Besatzung brauchten, um ihre Ziele durchzusetzen. Dass letztere Deutung die wahrscheinlichere Möglichkeit darstellt, wird im Folgenden deutlich.
Nachdem die Besatzung in Athen angekommen war, wurde Kallibios sehr höflich durch die Dreißig behandelt, um sich so seiner Zustimmung zu ihren Vorhaben sicher zu sein und weil er den Dreißig immer genügend Leute seiner Wachmannschaft zur Verfügung stellte. Als Grund für die Anforderung und zuvorkommende Behandlung der Spartaner ist anzuführen, dass die Dreißig die Besatzung erbaten, um den Staat einrichten zu können und weil sie deren Waffengewalt zur Durchsetzung ihrer Ziele benötigten. Dies aber bedeutet, dass die Dreißig die Besatzung nicht zum Schutz vor äußeren Feinden erbaten, sondern zur Durchführung ihrer Vorstellung von Herrschaft. Und die Besatzung unter Kallibios scheint ein willfähriges Instrument der Dreißig geworden zu sein, denn die Besatzungssoldaten traten immer dann in Erscheinung, wenn die Dreißig ihren Entscheidungen Taten folgen lassen wollten. So schüchterten die Dreißig die Ratsherren nach der Verurteilung Theramenes’ durch die vor dem Rathaus stehenden Besatzungssoldaten ein. Aber auch das Volk wurde durch die Soldaten in Furcht versetzt. Und auch bei der Abstimmung über die verhafteten Männer aus Eleusis und Salamis setzten die Dreißig die Soldaten zur Einschüchterung ein.
Somit bleibt festzuhalten, dass die Dreißig die Besatzung nach Athen holten, um mit ihnen ihre Entscheidungen bzw. ihre Herrschaft auch gegen das eigene Volk zu sichern und dass sie die Besatzungstruppen zur Unterdrückung missbrauchten. Zugleich bedeutete die Besatzungstruppe für Athen aber auch die Abhängigkeit von Sparta, da die Herrschaft der Dreißig durch die Besatzungstruppe stabilisiert wurde.
Dem Harmosten Kallibios ist vorzuwerfen, dass er sich missbrauchen ließ und wohl ein williges Werkzeug der Dreißig wurde. Die Besatzung hat durch die Einschüchterung des Volkes und der Unterstützung der Dreißig dazu beigetragen, dass sich die Dreißig an der Macht halten konnten.

## Die Herrschaft der Dreißig

### Die Vorgeschichte der Herrschaft
Als Lysander nach dem Beginn der Schleifung der Langen Mauern nach Samos fuhr, war noch nicht absehbar, dass in Athen bald die Herrschaft der Dreißig beginnen sollte. Aber die Anhänger der Demokratie mussten vorsichtig sein, da mit Lysander auch Emigranten und Vertriebene zurückgekommen waren; so auch ehemalige Mitglieder des oligarchischen Rates der Vierhundert, die Rache für ihre Verbannung wollten. Auch von den wieder aktiven Hetairien ging eine Gefahr für die Demokratie aus. Auf der Gegenseite formierten sich Strategen, Taxiarchen und angesehene Bürger, um die noch bestehende Demokratie zu erhalten. Theramenes wollte den oligarchischen Umsturz vorantreiben und erbat schließlich von Lysander Unterstützung. Durch diese Unterstützung wurde die kommende Herrschaft faktisch ein Satellitenregime Spartas.

### Die Etablierung der Herrschaft
Wie bereits betrachtet, begann die Herrschaft der Dreißig unter dem Archonten Pythodoros Anfang September 404 v. Chr. Vorausgegangen war ihre durch Lysander erzwungene Wahl, da er feststellte, die Athener hätten die Bedingungen des Friedensvertrages gebrochen, und weil sie seiner Meinung nach die Mauern später als vereinbart niedergerissen hätten. Somit votierte die Volksversammlung unter der massiven Bedrohung durch Lysander zugunsten der Oligarchie als Herrschaftsform und wählte die Dreißig, zehn aus jeder Partei, nach dem Vorschlag des Drakontides aus Aphida. Ihre Aufgabe sollte darin bestehen, die Gesetze der Väter in einer Verfassung neu zu bündeln und nach dieser den Staat zu verwalten. In dieser Aufgabe und in der Wahl der Dreißig kann aber nicht die Bildung einer Regierung gesehen werden, sondern nur der Versuch der Dreißig, ihre Rechte so zu legalisieren, dass sie alle Macht in der Polis ausüben konnten. Gesichert ist dieses aber nicht, zumal Aristoteles berichtet, dass die Dreißig sich schnell über die Beschlüsse hinwegsetzten: „Nachdem sie Herren der Stadt geworden waren, mißachteten sie alle anderen Beschlüsse über die Verfassung“ (Arist. AP 35,1). Sie wählten daher zunächst aus den 1000 Vorgewählten die 500 Ratsmitglieder und dann aus ihren Freunden die Beamten für die übrigen Staatsämter, um so gefügige Werkzeuge zu haben. – Die Ekklesie schalteten sie zugunsten des von ihnen dominierten Rates aus. „Außerdem wählten sie zu ihrer Unterstützung zehn Archonten für den Piräus, elf Gefängnisaufseher und dreihundert mit Peitschen bewaffnete Gehilfen und hielten so die Polis unter Kontrolle.“ (Arist. AP 35,1) – Diese Gehilfen sind als Leibgarde anzusehen, mit der die Dreißig sich gegen Widerstände schützten.
Als Regierungsprogramm lassen sich zwei Vorhaben anführen: 1. Die Säuberung Athens von schlechten Elementen (Sykophanten und Aristokraten) und 2. die Anleitung der Bürger zu Tugend und Gerechtigkeit. „Zunächst nun waren sie den Bürgern gegenüber maßvoll und gaben vor, die althergebrachte Staatsordnung (pátrios politeía) vor Augen zu haben; die Gesetze des Ephialtes und des Archestratos über die Areopagiten entfernten sie vom Areopag.“ (Arist. AP 35,2) Danach hoben sie die Gesetze Solons auf, schafften die Volksgerichte ab und übertrugen die Rechtsprechung dem Rat, während sie selbst den Vorsitz im Gericht behielten. Als erste Maßnahme ihrer neuen Machtfülle ließen die Dreißig die verhafteten Strategen, Taxiarchen und angesehene Bürger zur Verurteilung der Ratsversammlung vorführen, obwohl das Volk sie vor ein Gericht aus 2000 Richtern stellen wollte. Alle außer Agoratos wurden zum Tode verurteilt und hingerichtet. Ebenso verfuhren sie mit allen, die während der Zeit der Demokratie vom Sykophantenwesen gelebt hatten. Einer Rede Kritias’ ist zu entnehmen, wie weit diese Ausschaltung ging: „Und wenn wir bemerken, dass jemand ein Gegner der Oligarchie ist, so versuchen wir, so weit es geht, ihn aus dem Wege zu schaffen“ (Xen. Hell 2,3,26). Trotzdem fand das Vorgehen der Dreißig die Billigung der Bürger.
Die Dreißig haben durch ihr Vorgehen zwei verschiedene Ziele erreicht: Sie haben sich unliebsamer Gegner, neben Sykophanten und Demagogen auch prominenter Demokraten, entledigt und die Gunst des Volkes erworben. Beides bedeutete Festigung ihrer Herrschaft.

### Die Ausübung der Herrschaft
Nachdem die Dreißig ihre Herrschaft gefestigt hatten, begannen sie, ihre Macht gegen das Volk zu wenden. Die Dreißig berieten, wie sie gewalttätig vorgehen und wie sie mit den Bürgern nach Belieben verfahren könnten. Das heißt, die Dreißig planten, das Volk gewaltsam und willkürlich zu beherrschen. Spätestens hier wird deutlich, dass sie sich nicht durch Gesetze einschränken lassen wollten; dazu trug auch bei, dass sie die Niederschrift der Gesetze, nach denen regiert werden sollte, unter Vorwänden verzögerten.

„Als sie die Polis sicherer beherrschten, schonten sie keinen Bürger mehr, sondern töteten die, welche aufgrund ihres Vermögens, ihrer Herkunft oder ihres Ansehens hervorstachen; damit befreiten sie sich von ihrer Furcht, und auch das Vermögen der Getöteten wollten sie an sich bringen; und innerhalb von kurzer Zeit töteten sie nicht weniger als 1500 Menschen.“

Mit dieser Schilderung wird deutlich, dass die Dreißig diejenigen Bürger töteten, die sich durch Vermögen, Herkunft oder Tüchtigkeit hervorgetan hatten und von denen sie erwarteten, dass sie sich der Herrschaftsausübung widersetzen würden. Neben der Furcht vor der Einschränkung der Herrschaft bzw. deren Verlust wird ein zweites Motiv für ihr Handeln deutlich: Habgier. Viele wurden unter dem Vorwand, die Verfassung stürzen zu wollen, gefangen genommen, getötet und ihre Güter unter den Dreißig verteilt; die anderen wurden in Furcht und Schrecken versetzt. Zu den Opfern der Terrorherrschaft gehörten u. a. Polemarchos, der Bruder des Redners Lysias, Hippias von Thasos, Xenophon von Ikaria und der Athlet Autolykos.
Ob, wie dargestellt, wirklich 1500 Menschen innerhalb von kurzer Zeit getötet wurden, ist fraglich. Glaubwürdiger scheint, dass sich die Zahl auf die ganze Herrschaftszeit der Dreißig bezieht.
Ein weiteres Motiv für die Ermordung vieler Bürger war Rache. Xenophon schildert, dass Kritias, Anführer der Dreißig, viele Menschen töten ließ, und dass die Erklärung dafür darin liege, „dass er vorher seinerseits vom Volke verbannt gewesen war.“ (Xen. Hell. 2,3,15) Theramenes muss dieses auch erkannt haben, da er Kritias von der Ermordung von Männern, die beim Volk Ansehen genossen und der Oberschicht nichts getan hätten, abriet. In der Folge kam es zu weiteren ungerechten Hinrichtungen, und die Bürger fingen an, sich zu fragen, was aus der Verfassung werden solle. Schließlich kam es zu Unruhen unter den Bürgern, und Theramenes forderte die Dreißig auf, ihre Gewalttätigkeit zu beenden und die besten Bürger an der Regierung zu beteiligen, da sich sonst die Oligarchie unmöglich halten könne. Hinter der Forderung ist ein Herrschaftsgedanke zu sehen, der stark von dem des Kritias abweicht: Während Theramenes die Herrschaft durch eine Beteiligung all derer, die sich als Reiter oder Hopliten ausrüsten konnten, legitimieren wollte, war Kritias wohl bestrebt, die Anzahl der an der Herrschaft beteiligten Personen gering zu halten.
Die Dreißig trugen „in eine Liste die Namen von dreitausend Bürgern ein, welche in Zukunft, wie es hieß, an den Amtsgeschäften teilnehmen sollten.“ (Xen. Hell. 2,3,18) Das bedeutet aber, dass alle anderen nicht an den Amtsgeschäften teilnehmen durften und somit auch keine vollen Bürgerrechte erhalten sollten. Nur die Dreitausend sollten der Gerichtsbarkeit der Ratsversammlung unterliegen, alle anderen der der Dreißig. Die Dreißig erstellten die Liste aber nicht, weil sie die Bürger an der Herrschaft teilhaben lassen wollten, sondern weil sie befürchteten, dass sich die Bürger um Theramenes versammeln könnten und dieser als Anführer des Volkes ihre Herrschaft beseitigen würde. Die Veröffentlichung der Liste wurde von den Dreißig aber immer wieder hinausgezögert, und sie nahmen auch wiederholt Änderungen an ihr vor. – Aufnahmekriterium in die Liste war vermutlich nur Verlässlichkeit.

### Der Verfall der Herrschaft
Der Verfall der Macht begann mit dem Kampf um Phyle, da dieser als Wendepunkt der Herrschaft anzusehen ist. Vorher war es den Dreißig, trotz ihrer willkürlichen und ungerechten Vorgehensweise gegen die Athener, immer wieder gelungen, dass die Athener „stillhielten“. Nach dem Kampf um Phyle aber traten die Probleme offen hervor, und die Herrschaft der Dreißig drohte durch den demokratischen Widerstand um Thrasybulos ihre Macht zu verlieren bzw. überwunden zu werden.
Von der Besetzung Phyles ist auszugehen, da sie von Aristoteles, Diodor und Xenophon erwähnt wird. Nach Xenophon entwickelten sich zuerst innerhalb der Stadt Streitigkeiten bis zum Tod des Theramenes und der Ausweisung der Bürger und dann setzten erst die militärischen Ereignisse außerhalb der Stadt ein. Bei Aristoteles dagegen stellt sich die Reihenfolge der Ereignisse anders dar: Bei ihm scheint die Besetzung Phyles der Grund dafür gewesen zu sein, Theramenes zu beseitigen. Bei dieser Annahme sind die Maßnahmen der Dreißig nachvollziehbar. Daher muss auch hier dem Bericht des Aristoteles zumindest für die Chronologie der Ereignisse Glauben geschenkt werden.
Nach Xenophon rückten die Dreißig „bei strahlendem Wetter“ aus der Stadt ab und als sie vor Phyle waren, „setzte bei Nacht ein starker Schneefall ein und hielt auch den ganzen folgenden Tag über an.“ (Xen. Hell. 2,4,2-3) Dies lässt auf den Beginn des Winters schließen. Gestützt wird diese Annahme durch Diodor und Aristoteles. Diodor berichtet, dass viel Schnee fiel, und Aristoteles beschreibt, dass der Winter gerade begann. Daher ist anzunehmen, dass die Besetzung Phyles durch Thrasybulos in den Spätherbst bzw. frühen Winter fiel. Dies war der Anfang vom Ende der Herrschaft der Dreißig, da der Zug der Dreißig gegen Phyle nicht von Erfolg gekrönt war und sie stattdessen „schmachvoll wieder abziehen mußten.“
Nach Aristoteles ist in der Niederlage vor Phyle der Grund dafür zu sehen, dass die Dreißig Theramenes beseitigten und den Bürgern bis auf die Dreitausend die Waffen wegnahmen. Bei Xenophon liegt die Verurteilung und Hinrichtung des Theramenes vor der Niederlage von Phyle, aber nach der Entwaffnung des Volkes. Glaubhafter in der Chronologie ist – wie bereits erwähnt – wieder Aristoteles, da er die Hinrichtung Theramenes’ als Folge der Niederlage beschreibt.
Die Dreißig erließen den Beschluss, das Volk zu entwaffnen, woraufhin Theramenes Widerspruch gegen den Beschluss einlegte, da er die Stadt nicht geschwächt wissen wollte. In der Folge kam es dann zur Anklage Theramenes’. Erwähnung muss an dieser Stelle aber Xenophons Schilderung der Verfolgung und Ermordung von dreißig Metöken finden, da diese Ereignisse chronologisch nur zwischen der Niederlage vor Phyle und Theramenes’ Ermordung liegen können.

„So beschlossen sie, um die Besatzungsmannschaft bezahlen zu können, dass jeder von ihnen einen Metöken greifen und hinrichten und sein Vermögen beschlagnahmen solle.“

Wie bereits dargelegt, war die Besatzungsmannschaft sehr wahrscheinlich noch nicht in Athen, sondern kam erst später in Athen an. Daher kann dem Argument, dass die Dreißig das Vermögen der Metöken zur Bezahlung der Besatzung brauchten, auch kein Glauben geschenkt werden; vielmehr muss davon ausgegangen werden, dass sie sich an dem Vermögen der Metöken aus Habgier bereicherten. Dies lässt sich durch eine Schilderung Lysias’ stützen, denn nach ihm sollten auch zwei arme Männer ergriffen werden, um den Anschein zu vermeiden, die Ergreifung und Ermordung würde nur des Geldes wegen und zum Wohle des Staates durchgeführt. Theramenes lehnte diese Aktion ab, tadelte die Dreißig für ihr Vorgehen und drohte, den Hinrichtungen mit gleichgesinnten Bürgern ein Ende zu setzen. Die Ergreifung und Ermordung wurde aber durchgeführt und unter anderem wurde der Redner Lysias, der später fliehen konnte, und sein Bruder Polemarch ergriffen.
Die Dreißig glaubten sich durch Theramenes bedroht bzw. in ihren Entscheidungen beeinträchtigt und beschlossen seine Beseitigung. Dazu verleumdeten sie ihn bei den einzelnen Ratsmitgliedern mit der Behauptung, er zersetze ihre Herrschaft. Es wurde eine Ratsversammlung einberufen, um Theramenes anzuklagen. Ab diesem Punkt unterscheiden sich die Schilderungen von Aristoteles und Xenophon deutlich. Während Aristoteles kurz den Ablauf der Ereignisse bis zum Tod Theramenes schildert, ist der Bericht von Xenophon bedeutend umfangreicher. Bei Xenophon ist eine lange Rede Kritias’, dem Ankläger, und Theramenes’ Gegenrede zu lesen. – Es scheint, als ob Xenophon Theramenes ein literarisches Denkmal setzen wollte, indem er ihn in seiner Gegenrede auf Kritias’ Anklage den Dreißig ihre verbrecherischen Taten vorwerfen lässt. Theramenes wurde vor dem Rat durch Kritias beschuldigt, ein Feind und Verräter der Regierung zu sein. Da Theramenes sich aber geschickt und wirkungsvoll verteidigte und der Rat wohlwollend reagierte, schüchterte Kritias den Rat durch Bewaffnete ein, da er befürchtete, Theramenes könnte freigesprochen werden. Um dem zuvorzukommen, strich er Theramenes aus der Liste der Dreitausend, entzog ihn somit der Gerichtsbarkeit des Rates und verurteilte ihn zum Tod. Als Motiv für den Prozess und seinen Ausgang muss angenommen werden, dass Kritias einen Machtverlust fürchtete und diesem zuvorkommen wollte. Auch ist an dem Prozess zu erkennen, wie selbstherrlich und selbstgerecht mit berechtigten Meinungen anderer umgegangen wurde: Abweichende Ansichten wurden nicht zugelassen, sondern unterdrückt oder mit dem Tod bestraft.
Der Tod Theramenes’ läutete eine neue Phase im Vorgehen der Dreißig ein: Sie entwaffneten die Bürgerschaft bis auf die Dreitausend, steigerten dann ihre Grausamkeit und Niederträchtigkeit und vertrieben oder töteten Bürger. Es standen nicht mehr politische Interessen im Vordergrund, sondern Feindschaft und Habgier bestimmten ihr Handeln. Ihre Feindschaft gegenüber den Athenern nahm zu, und sie verboten allen, die nicht zu den Dreitausend gehörten, das Betreten der Stadt und verschleppten sie aus ihren Anwesen.
Die äußere Gefahr durch Thrasybulos versuchten die Dreißig durch seine Bestechung abzuwenden. Aber Thrasybulos ließ sich nicht bestechen, sondern führte einen vernichtenden Überfall auf einen Beobachtungsposten der Dreißig bei Acharnä aus. Die Dreißig sahen ihre Herrschaft ernsthaft gefährdet und besetzten als Zufluchtsort Eleusis und Salamis. Die dortigen Männer wurden verhaftet und nach Athen verschleppt. Die Verhafteten wurden zur Freude derer, die immer nur auf den eigenen Vorteil bedacht waren, zum Tode verurteilt und hingerichtet. Schließlich unterlagen die Dreißig Thrasybulos in einer Schlacht in Piräus, sie erhielten den Befehl, nach Eleusis auszuwandern, und es wurden zehn andere Männer gewählt, den Krieg zu beenden.
Dass die Herrschaft der Dreißig beendet wurde, lag nicht zuletzt daran, dass der Einfluss Lysanders durch den spartanischen König beschnitten wurde. Pausanias setzte auch eine Amnestie zwischen den demokratisch und den oligarchisch gesinnten Bürgern Athens durch; allein die Hauptschuldigen wurden hingerichtet. Alle anderen der Oligarchie nahestehenden Bürger durften in Eleusis eine Sondergemeinde bilden. Damit war der Weg zur Restitution der demokratischen Verfassung frei.

## Gegenüberstellung verschiedener Darstellungen
| Aristoteles                                     | Xenophon                                              | Diodor                                                 |
| ----------------------------------------------- | ----------------------------------------------------- | ------------------------------------------------------ |
|                                                 | Entwaffnung des Volkes 2,3,20                         |                                                        |
|                                                 | Hinrichtung des Theramenes 2,3,56                     | Hinrichtung des Theramenes 14,5,3                      |
|                                                 | Ausweisung des Demos aus der Stadt 2,4,1              | Ausweisung des Demos aus der Stadt 14,32,3             |
| Besetzung Phyles durch Thrasybulos 37,1         | Besetzung Phyles durch Thrasybulos 2,4,2              | Besetzung Phyles durch Thrasybulos 14,32,1             |
| Hinrichtung des Theramenes 37,2                 |                                                       |                                                        |
| Entwaffnung des Volkes 37,2                     |                                                       |                                                        |
| Brutales Vorgehen der Dreißig 37,2              |                                                       |                                                        |
|                                                 |                                                       | Versuch der Dreißig Thrasybulos zu bestechen 14,32,5   |
| Ankunft der spartanischen Besatzung 37,2        |                                                       | Hilfe von Sparta erbeten 14,32,6                       |
|                                                 | Niederlage der Dreißig bei Acharnä 2,4,4              | Niederlage der Dreißig bei Acharnä 14,33,1             |
|                                                 | Besetzung von Eleusis 2,4,8                           |                                                        |
| Kampf und Niederlage der Dreißig in Piräus 38,1 | Kampf und Niederlage der Dreißig in Piräus 2,4,10 ff. | Kampf und Niederlage der Dreißig in Piräus 14,33,2 ff. |
| Absetzung der Dreißig 38,1                      | Absetzung der Dreißig 2,4,23                          | Absetzung der Dreißig 14,33,5                          |

## Die Namen der Dreißig
| - Polychares - Kritias - Melobios - Hippolochos - Eukleides - Hieron - Mnesilochos - Chremon - Theramenes - Aresias | - Diokles - Phaidrias (Phaidimos) - Chaireleos - Anaitios - Peison - Sophokles - Eratosthenes - Charikles - Onomakles - Theognis | - Aischines - Theogenes - Kleomedes - Erasistratos - Pheidon - Drakontides - Eumathes - Aristoteles - Hippomachos - Mnesitheides |

### Sekundärliteratur in Auswahl
- György Németh: Kritias und die Dreißig Tyrannen. Franz Steiner, 2006, ISBN 3-515-08866-0.
- Martin Dreher: Athen und Sparta. (C. H. Beck Studium), München 2001, ISBN 3-406-48208-2.
- Peter Krentz: The Thirty at Athens. London & Ann Arbor/Mich. 1982, zugl. Diss. Yale 1979.
- Christian Meier: Athen. Ein Neubeginn der Weltgeschichte. Berlin 1993, ISBN 3-88680-128-4.
- Stefan Rebenich (Hrsg.): Xenophon. Die Verfassung der Spartaner. (Texte zur Forschung, Bd. 70), übersetzt und erläutert von Stefan Rebenich, Darmstadt 1998, ISBN 3-534-13203-3.
- Charlotte Schubert: Athen und Sparta in klassischer Zeit. Ein Studienbuch. Stuttgart & Weimar 2003, ISBN 3-476-01940-3.
- Wolfgang Schuller: Griechische Geschichte. (Oldenbourg Grundriss der Geschichte, Bd. 1), 5. überarbeitete und erweiterte Auflage, München 2002, ISBN 3-486-49085-0.
- Raimund Schulz: Athen und Sparta. (Geschichte kompakt – Antike), Darmstadt 2003, ISBN 3-534-15493-2.
- Karl-Wilhelm Welwei: Die griechische Polis. Verfassung und Gesellschaft in archaischer und klassischer Zeit. 2. durchgesehene und erweiterte Auflage, Stuttgart 1998, ISBN 3-515-07174-1.
- Karl-Wilhelm Welwei: Das klassische Athen. Demokratie und Machtpolitik im 5. und 4. Jahrhundert. Darmstadt 1999, ISBN 3-89678-117-0.